# Rozchodnik kaukaski

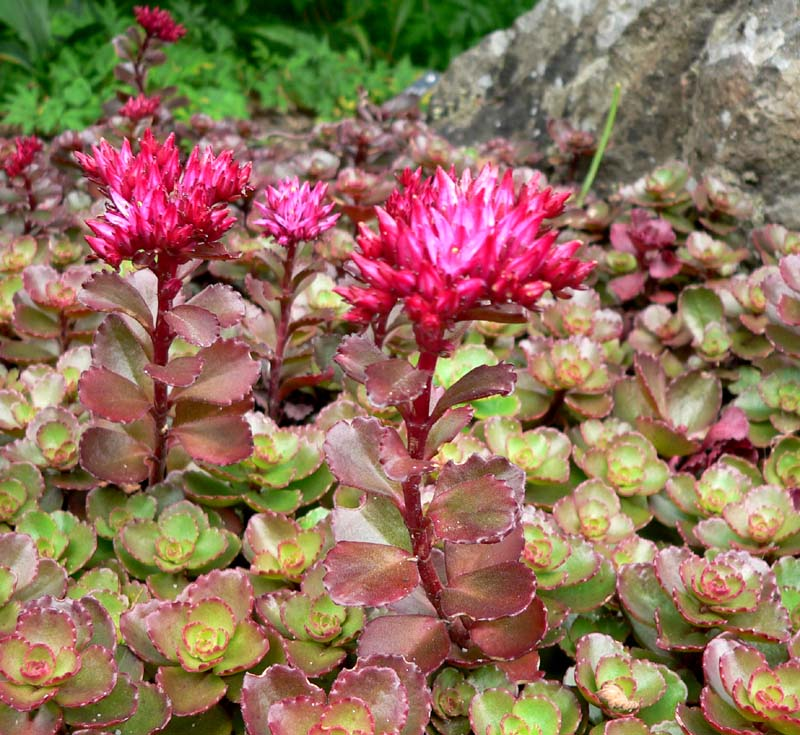
'Purpurteppich'

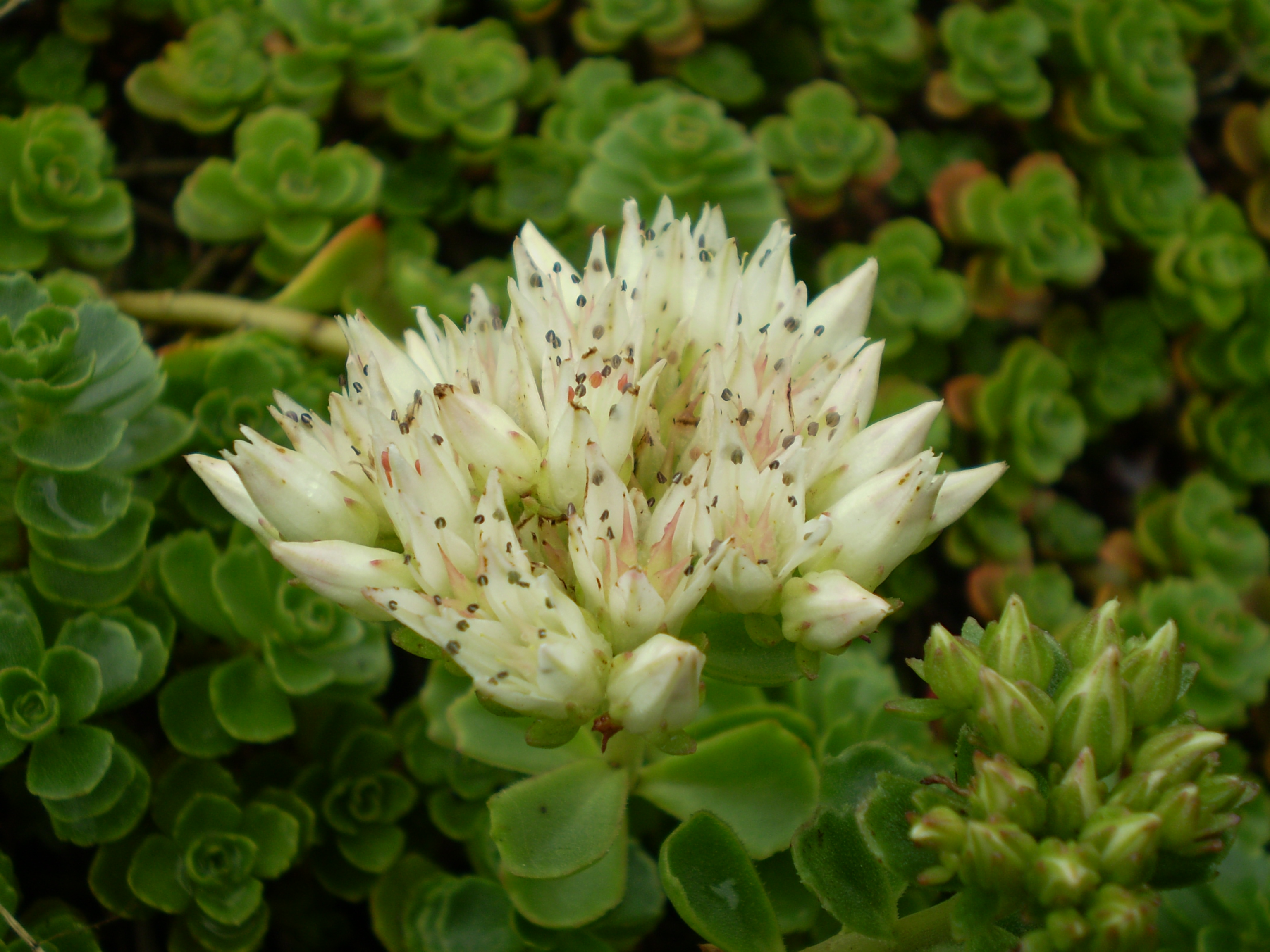
"Superbum'

Rozchodnik kaukaski, fedimus kaukaski (Sedum spurium) – gatunek rośliny należący do rodziny gruboszowatych (Crassulaceae). Pochodzi z Kaukazu oraz Azji Zachodniej (Iran, Turcja). Do Europy został sprowadzony w XIX wieku przez ogrodników. Jest uprawiany jako roślina ozdobna, ponadto występuje w wielu rejonach na niżu Polski (dość rzadko) jako zbieg z upraw (ergazjofigofit). Status gatunku we florze Polski: kenofit.

## Nazewnictwo
Nazwę Sedum spurium podaje Krytyczna lista roślin naczyniowych Polski i The Plant List. Według niektórych ujęć taksonomicznych gatunek ten należy do rodzaju fedimus (Phedimus) jako Phedimus spurius (M. Bieb.) 't Hart H. ('t Hart & U. Eggli, Evol. syst. Crassulaceae 168. 1995).
- Synonimy[3]: Sedum oppositifolium Sims

## Morfologia
ŁodygaWytwarza dwa rodzaje łodyg: wzniesione pędy kwiatowe o wysokości 10–25 cm, oraz płożące się pędy płonne, które ukorzeniają się. Na kwiatowych pędach występują skierowane w dół brodawki.
LiścieMięsiste, magazynujące w sobie wodę. Wyrastają tylko na łodydze, brak różyczek liściowych. Odwrotnie jajowate, z klinowatą nasadą zbiegającą w ogonek i karbowane w części wierzchołkowej. U odmian ozdobnych często o czerwonym wybarwieniu. Są nagie, tylko brzegi mają sztywno orzęsione. Ulistnienie przeważnie naprzeciwległe.
KwiatyZebrane w ciasny podbaldach. Kwiaty dosyć duże o 5-6 różowych lub purpurowych płatkach korony. Działki kielicha ok. 3 x mniejsze od płatków.
KorzeńNie zgrubiały, włóknisty.

## Biologia i ekologia
Bylina. Występuje na siedliskach ruderalnych. Chamefit. Kwitnie od lipca do sierpnia, jest owadopylny, w czasie kwitnienia jest masowo odwiedzany przez pszczoły.

## Zastosowanie i uprawa
- Roślina ozdobna szczególnie nadająca się do ogrodów skalnych, obsadzania murków, brzegów rabat oraz jako roślina zadarniająca na suche stoki o południowej wystawie.
- Uprawa: uprawiany jest z sadzonek. Jest łatwy w uprawie. Lubi gleby suche, przepuszczalne i lekkie. Najlepsze jest stanowisko słoneczne. Oprócz odchwaszczania nie wymaga innych zabiegów pielęgnacyjnych.